# Bảo tàng Czartoryski ở Puławy
Bảo tàng Czartoryski ở Puławy (tiếng Ba Lan: Muzeum Czartoryskich w Puławach) là một bảo tàng tọa lạc tại số 8 Phố Czartoryskich, Puławy, Ba Lan. Trụ sở của Bảo tàng là các phòng của Cung điện Czartoryski ở Puławy.

## Lược sử hình thành
Bảo tàng Czartoryski ở Puławy được thành lập vào năm 2009. Lúc đầu, Bảo tàng là một chi nhánh của Bảo tàng Vistula ở Kazimierz Dolny. Từ đầu năm 2017, Bảo tàng Czartoryski ở Puławy không còn là chi nhánh của Bảo tàng Vistula và được thị trấn Puławy tiếp quản.

## Triển lãm
Năm 2015, bộ sưu tập của Bảo tàng Czartoryski ở Puławy được mở rộng với các vật triển lãm do Quỹ Các Hoàng tử Czartoryski tài trợ. Các hiện vật và kỷ vật trong bộ sưu tập của Bảo tàng trưng bày số phận và hoạt động của gia đình Czartoryski trong thế kỷ 18 và 19. Bảo tàng thu thập các hiện vật có liên quan đến cuộc đời của Adam Kazimierz Czartoryski, vợ ông Izabela Czartoryska (nhũ danh Fleming),các con: Teresa, Maria, Adam Jerzy, Konstanty và Zofia Zamoyska, và các cháu: Władysław Czartoryski và Izabella Działyńska. Một số bộ sưu tập của Bảo tàng trước đây từng được giới thiệu tại triển lãm ở Đền thờ Sibyl và Nhà Gothic.

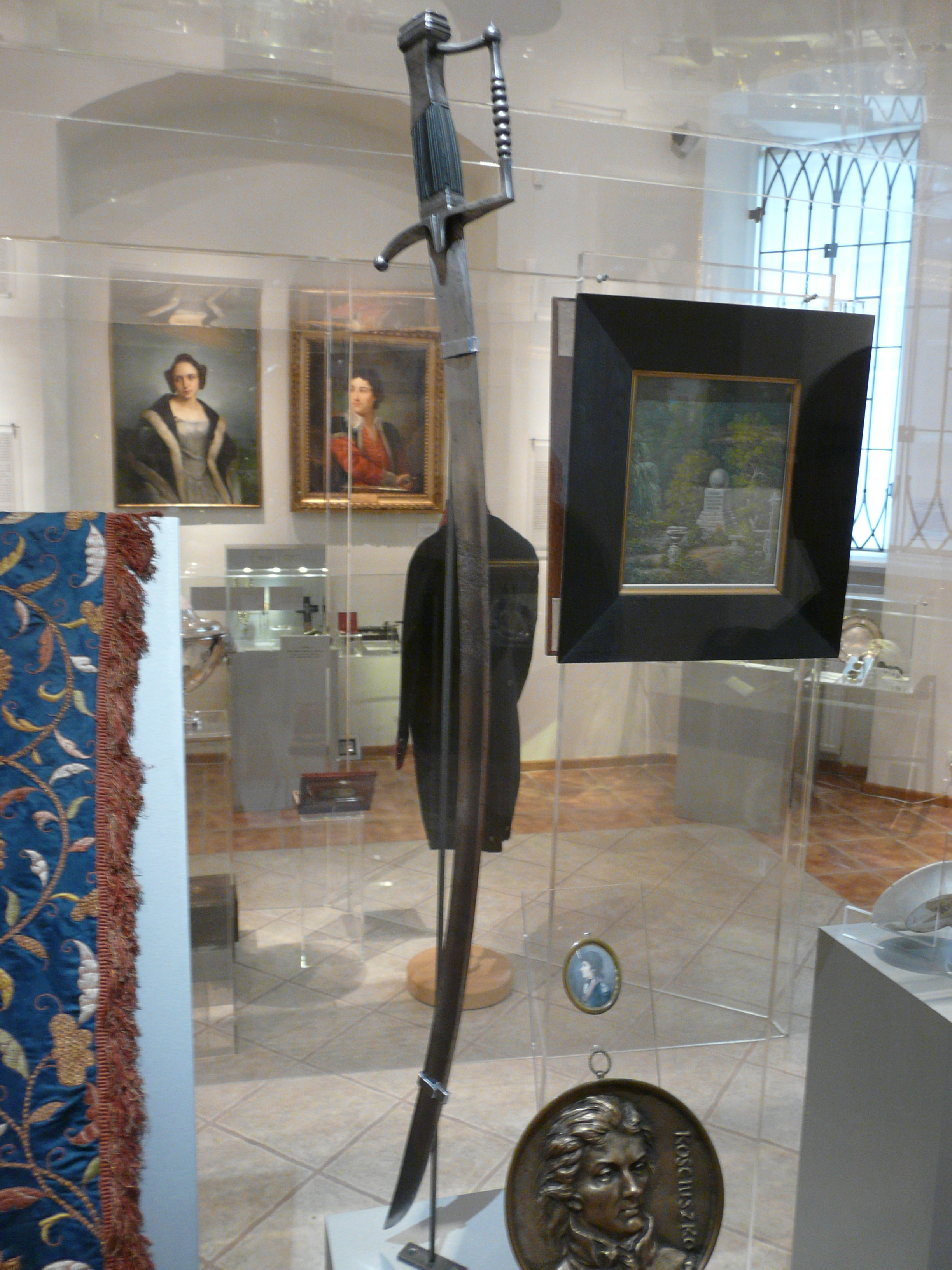
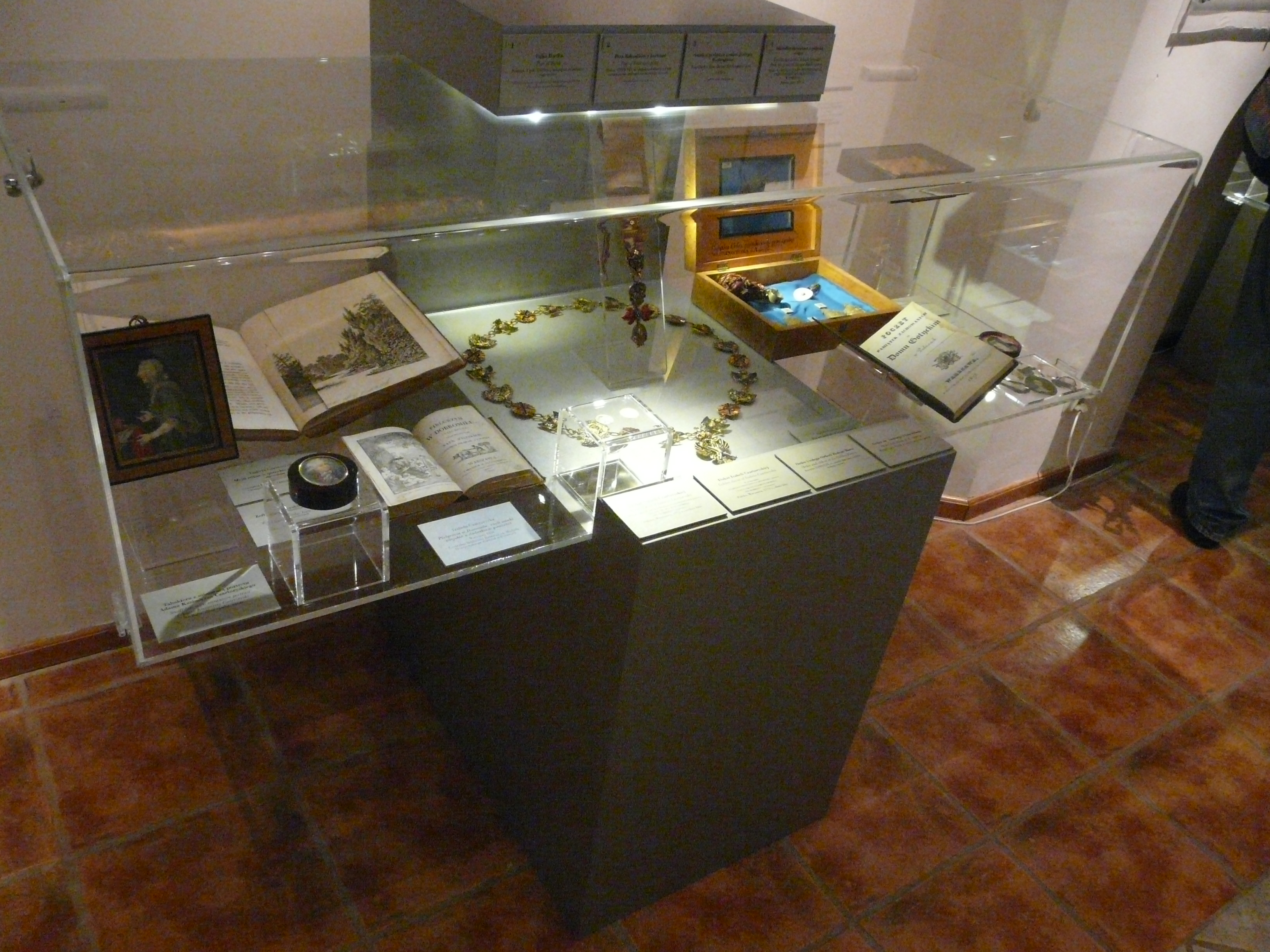
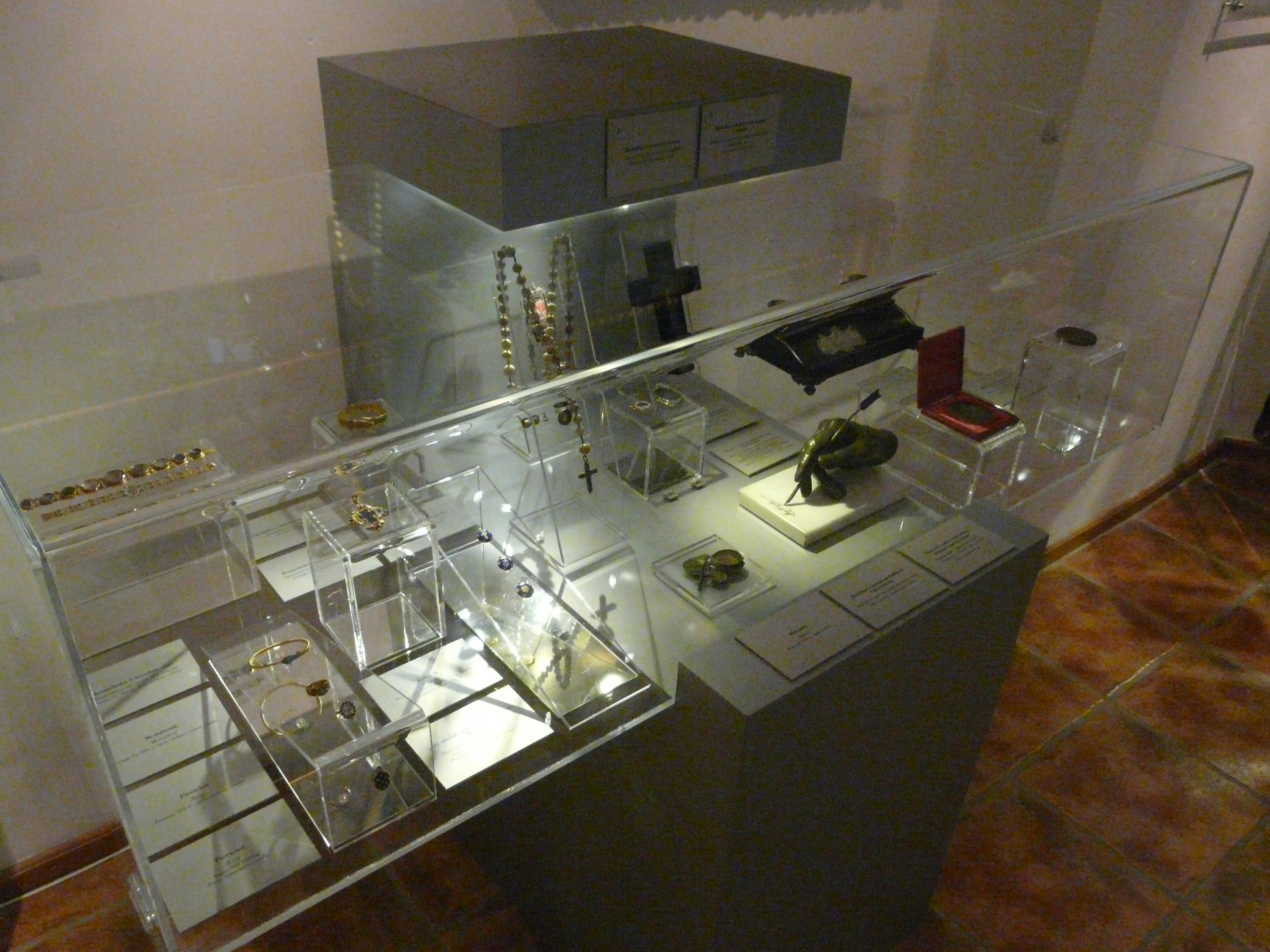
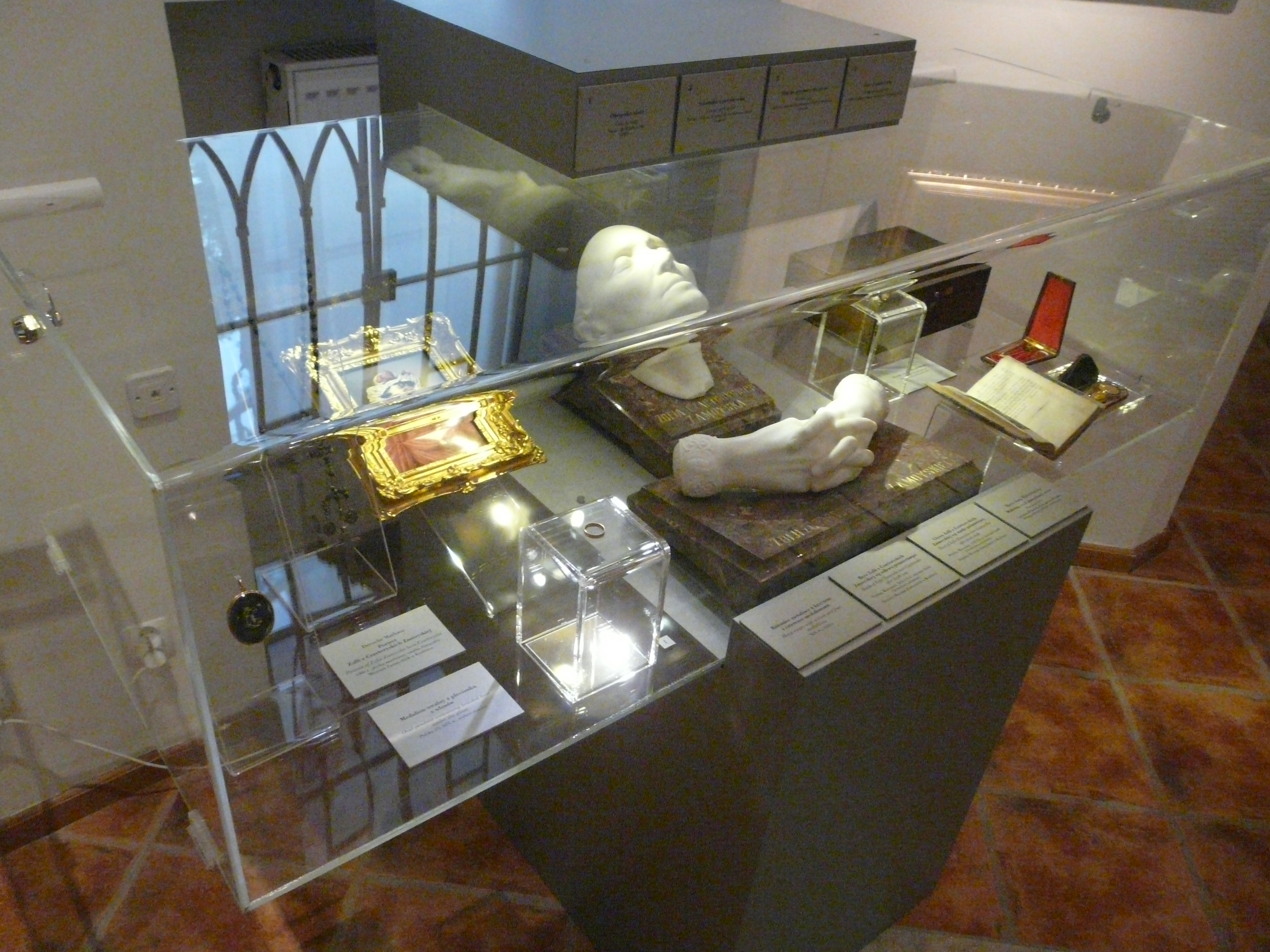
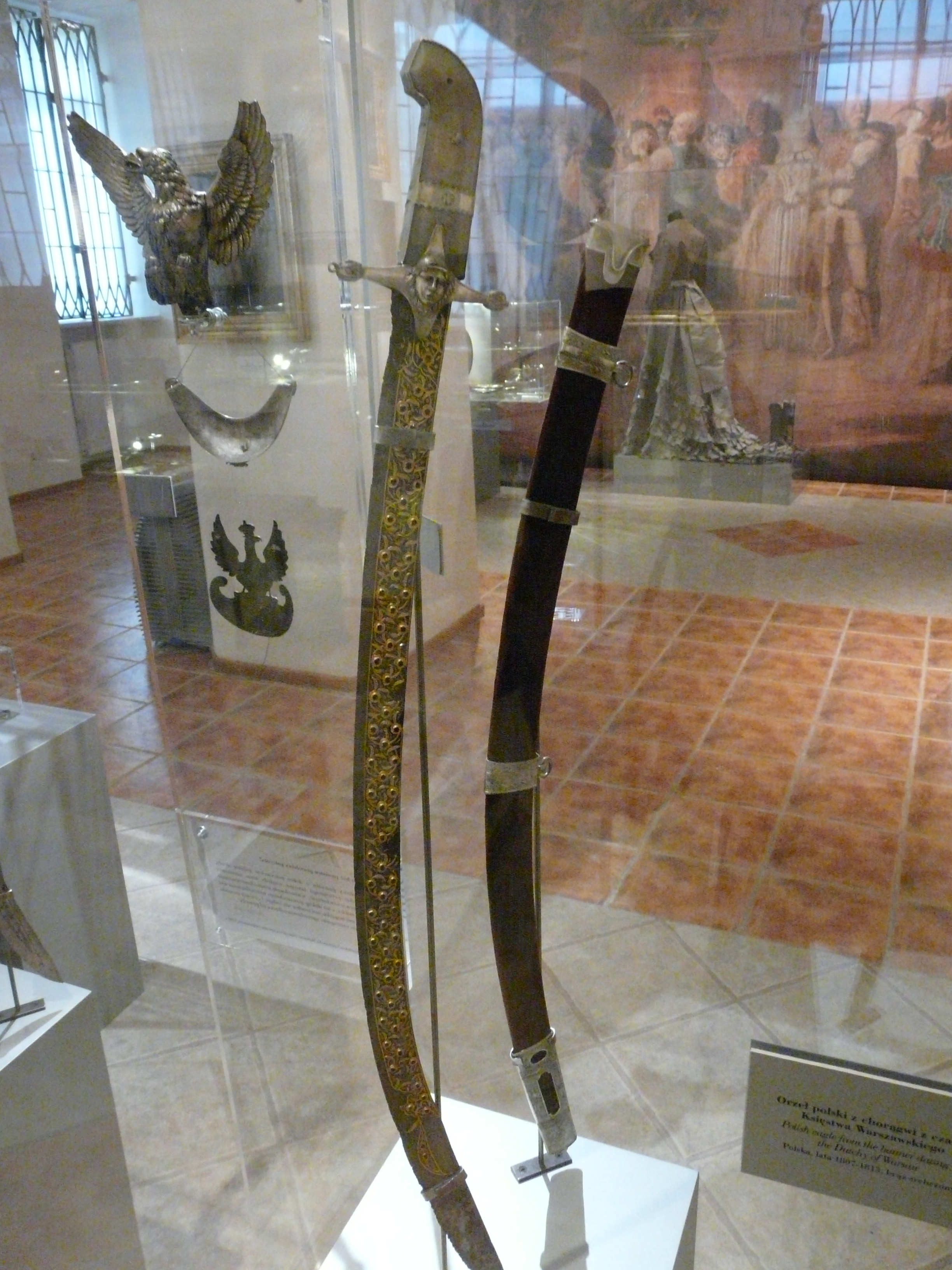